# Taissija Sergejewna Patschkalewa
Taissija Sergejewna Patschkalewa (russisch Таисия Сергеевна Пачкалева, wiss. Transliteration; englische Schreibweise Taisya Pachkaleva; * 6. April 2001) ist eine russische Tennisspielerin.

## Karriere
Patschkalewa gewann auf Turnieren der ITF Women’s World Tennis Tour bislang vier Doppeltitel.

## Turniersiege

### Doppel
| Nr. | Datum             | Turnier       | Kategorie | Belag     | Partnerin             | Finalgegnerinnen                          | Ergebnis         |
| --- | ----------------- | ------------- | --------- | --------- | --------------------- | ----------------------------------------- | ---------------- |
| 1.  | 12. Januar 2019   | Monastir      | ITF W15   | Hartplatz | Karolína Beránková    | Ruxandra Schech Jantje Tilbuerger         | 6:2, 6:3         |
| 2.  | 24. August 2019   | Moskau        | ITF W15   | Sand      | Elina Awanessjan      | Jekaterina Makarowa Swjatlana Piraschenka | 6:2, 7:5         |
| 3.  | 7. September 2019 | Butscha       | ITF W15   | Sand      | Wiktoryja Kanapazkaja | Vladlena Bokova Mariia Hlahola            | 4:6, 6:2, [10:2] |
| 4.  | 5. Oktober 2019   | Tschornomorsk | ITF W15   | Sand      | Jewgenija Lewaschowa  | Iryna Lysykh Yulia Zhytelna               | 6:4, 6:1         |